# Coxina cymograpta
Coxina cymograpta là một loài bướm đêm trong họ Erebidae.